# لاله واژگون کاکائویی
لاله واژگون کاکائویی (نام علمی: Fritillaria biflora) نام یک گونه از سرده لاله واژگون است.